# 子叔声伯
子叔声伯（？—前574年），姬姓，子叔氏，名婴齐，谥声，又被称为公孙婴齐、公孙婴、子叔婴齐、叔婴齐，是鲁文公的孙子，叔肸的儿子。鲁成公时，子叔声伯为卿。

## 早年活动
子叔声伯的母亲并非叔肸的正妻，两人没有经过婚聘之礼就同居了。鲁宣公的正妃穆姜对此很不满，认为自己不能把姘妇当做弟妹。子叔声伯的母亲生下声伯后被遗弃，于是便嫁给了齐国的管于奚，生下两个孩子后成了寡妇，就把两个孩子托付给子叔声伯，子叔声伯让异父弟弟做了大夫，又把异父妹妹嫁给了施孝叔。
前589年，子叔声伯与季文子、臧宣叔、叔孙宣伯率领鲁军与晋军、卫军、曹军会合，参与鞌之战，齐军被联军打得大败。
前585年，子叔声伯前去晋国。因为上一年宋国不参与诸侯的盟会，晋国命令鲁国发兵进攻宋国。
前583年，子叔声伯前往莒国迎娶妻子。
前580年，晋国的郤犨前来鲁国进行聘问，又向子叔声伯求取妻子，子叔声伯就把异父妹妹从施孝叔那里夺过来嫁给了郤犨。

## 对晋国的外交
前575年七月，鲁成公会合尹武公和诸侯讨伐郑国。子叔声伯派叔孙豹请求晋军前去迎接鲁军，又在郑国在郑国郊外为晋军准备饭食，四天没有进食而等着他们，直到晋国的使者吃了饭以后自己才吃。
叔孙宣伯打算除掉季孙氏和孟孙氏，便对晋国负责东方诸侯事务的新军将郤犨进了谗言，诬陷他们要背叛晋国。这年九月，晋国人逮捕了季文子，子叔声伯奉鲁成公之命前往晋国请求放回季文子，郤犫告诉子叔声伯如果除掉孟献子并把季文子留在晋国，自己就把鲁国的执政权交给子叔声伯，并对待子叔声伯比鲁国公室还要亲。子叔声伯指出，如果除掉季文子和孟献子，那是晋国大大的丢弃鲁国并加罪于鲁君。而且季文子和孟献子是鲁国的社稷之臣，早晨除掉了他们，鲁国必然晚上灭亡。鲁国靠近晋国的仇敌齐、楚两国，要是鲁国灭亡了，必然变成晋国的仇敌，到那个时候就来不及补救了。郤犫又提出为子叔声伯请求封邑，子叔声伯自言只是鲁国的小臣，不敢依仗大国求取丰厚的官禄，只是奉了国君的命令前来请求，只想请求释放季文子。
晋国的中军佐范文子很欣赏子叔声伯，便劝说正卿中军将栾武子，指出季文子既俭朴又忠诚，子叔声伯接受国君的命令没有私心，为国家谋划没有二心，为自己打算不忘国君，拒绝了他的请求就是丢弃善人。晋国最终允许鲁国讲和，赦免了季文子。
子叔声伯回国后，施氏的家宰鲍国问他为什么不要郤犨许诺的封邑。子叔声伯告诉鲍国，承受国家的压力必须有德行，郤犨插手晋、鲁两个国家的事务却又没有很高的德行，过不了多久就要垮台。郤犨有三个败亡的原因：缺少德行却多受晋君宠爱，地位不高却想干预国政，没有大功却要丰厚的俸禄，这些都会招来对他的怨恨，他自身都不能保全，怎么请求封给别人城邑。鲍国自愧不如，认为子叔声伯一定会保持住稳固的地位。

## 去世
从前，子叔声伯做过一个怪梦，梦见步行渡过洹水，有人将一种叫琼魂的珠宝给自己吃了，哭出来的眼泪都成了满怀的琼魂，接着又唱歌说：“渡过洹水，赠给我琼魂，回去吧回去吧，琼魂装满我的怀内。”因为口含珠玉是死后的礼仪，子叔声伯醒来后很害怕，甚至不敢占卜。前574年十一月，子叔声伯从郑国回来，到达狸脤，占卜了这个梦，说：“我害怕死，所以不敢占卜，现在大家跟随我已经三年了，没有妨碍了。”说了这件事，子叔声伯到晚上就死了。
子叔声伯去世后，他的儿子叔老继立。

## 其他
《公羊传》和《榖梁传》均把仲婴齐和子叔声伯混淆为一人，而《公羊传》甚至因此提出了“为人后者为之子”的理论，把仲婴齐当做公孙归父的儿子，后世儒学均采纳该说，成为濮议和大礼议的理论基础。